# Сулейман Фарид Хемаятулатович
Фарид Хемаятулатович Сулейман (нар. 3 січня 1994) — український футболіст, нападник.

## Біографія
Виступав у ДЮФЛ за клуби «Металург» (Донецьк), «Моноліт» (Іллічівськ) та «Металіст» (Харків). З 2012 року грав за сумський аматорський клуб «Барса».
Влітку 2014 року став гравцем першолігових «Сум», у складі яких дебютував у професійному футболі, зігравши за півтора сезони в 21 матчі Першої ліги. У другій половині сезону 2015/16 Сулейман виступав у Другій лізі за «Нікополь-НПГУ», де провів 10 матчів і забив 1 гол.
У липні 2016 року прибув на перегляд до першолігового клубу «Арсенал-Київ», з яким незабаром підписав контракт.